# Bantan (Dolok Masihul)
Bantan is een bestuurslaag in het regentschap Serdang Bedagai van de provincie Noord-Sumatra, Indonesië. Bantan telt 4703 inwoners (volkstelling 2010).